# Gerberga z Grabfeldu

Schweinfurtský erb

Gerberga z Grabfeldu (okolo roku 970 – po roce 1036) byla dcerou Herberta z Wetterau a Irmtrud z Avalgau (957 – 1020). Její pradědeček z matčiny strany byl Ota I. Saský (851 – 30. listopadu 912). Jejím manželem se stal Jindřich Nordgavský, z manželství se narodilo osm dětí:
- Ota III. Švábský
- Eilika ze Schweinfurtu
- Jitka ze Schweinfurtu
- Burchard, od roku 1036 biskup v Halberstadtu, kancléř římského císaře Konráda II.
- Jindřich, v 1040 se zúčastnil válečné výpravy do Čech
- dcera provdaná za Dipolda I., hraběte z Augustgau
- dcera provdaná za Ruprechta, hraběte a purkrabí z Řezna
- dcera provdaná za Udalshalka II., voitu Freisingu